# Tòni de l'Ostal
Tòni de l'Ostal és un cantant en occità. Té un recull de cançons de Jan-Mari Carlòtti (A sant-Jan), Dupain (Lo carrejaire), Joan Bodon (Los carbonièrs de la Sala), Josiana (Es defendut parlar patoès), Les Fabulous Trobadors (Calandreta), Lou Dalfin (Lo pal), Mans de Breish (Volem viure al país), Martí (Los commandos de la nuèit), Massilia Sound System (Occitan, leiçon no. 1), Nadau (La hèsta) i Patric (Esclarmonda), però també cançons pròpies com Occitània, qu'es aquò? i populars com Joan Petit, Lo bossut o Se canta.